# Nazir Ahmed
Nazir Ahmed (ou Nazir Ahmad), OBE (Lahore, 1 de maio de 1898 – Karachi, 30 de setembro de 1973) foi um físico experimental paquistanês, Presidente do Conselho de Administração da Pakistan Atomic Energy Commission (PAEC) de 1956 a 1960.

## Vida
Nazir Ahmed obteve o bacharelado em física em 1919 no Muhammadan Anglo-Oriental College, Aligarh, Uttar Pradesh, Índia. Estudou na Universidade de Cambridge, orientado por Ernest Rutherford, obtendo um M.Sc. em 1923 e um PhD em 1925. Em 1930 Ahmed retornou para a Índia, onde foi apontado diretor assistente do Technological Laboratory da Central Cotton Committee of India, tornando-se diretor após um ano. Em 1945 foi indicado membro do Indian Tariff Board. Após a Partição da Índia Ahmed imigrou para o Paquistão, onde ocupou vários cargos, como secretário adjunto do Ministério de Assuntos Econômicos e Conselho de Desenvolvimento do Paquistão. Em 1956 foi o primeiro diretor do Pakistan Atomic Energy Commission (PAEC) ate 1960.
Ahmed envolveu-se em esforços para construir uma usina a água pesada em Multan, mas a Pakistan Industrial Development Corporation recusou a proposta. Em 1960 foi transferido para o Ministério da Ciência e Tecnologia, sob administração do presidente Muhammad Ayub Khan.

## Publicações
- Tubewell Theory and Practice, Academia de Ciências do Paquistão, 1979.
- Survey of Fuels & Electric Power Resources in Pakistan. Nazir Ahmad (1972).